# Distretto di Havlíčkův Brod
Il distretto di Havlíčkův Brod (in ceco okres Havlíčkův Brod) è un distretto della Repubblica Ceca nella regione di Vysočina. Il capoluogo di distretto è la città di Havlíčkův Brod.

## Geografia antropica
Il distretto conta 120 comuni:

### Città
- Chotěboř
- Golčův Jeníkov
- Habry
- Havlíčkův Brod
- Ledeč nad Sázavou
- Přibyslav
- Světlá nad Sázavou
- Ždírec nad Doubravou

### Comuni mercato
- Česká Bělá
- Havlíčkova Borová
- Krucemburk
- Libice nad Doubravou
- Štoky
- Uhelná Příbram
- Úsobí
- Vilémov

### Comuni
- Bačkov
- Bartoušov
- Bělá
- Bezděkov
- Bojiště
- Boňkov
- Borek
- Břevnice
- Chrtníč
- Chřenovice
- Čachotín
- Čečkovice
- Číhošť
- Dlouhá Ves
- Dolní Krupá
- Dolní Město
- Dolní Sokolovec
- Druhanov
- Herálec
- Heřmanice
- Hněvkovice
- Horní Krupá
- Horní Paseka
- Hradec
- Hurtova Lhota
- Jedlá
- Jeřišno
- Jilem
- Jitkov
- Kámen
- Kamenná Lhota
- Klokočov
- Knyk
- Kochánov
- Kojetín
- Kouty
- Kozlov
- Kožlí
- Kraborovice
- Krásná Hora
- Krátká Ves
- Kunemil
- Květinov
- Kyjov
- Kynice
- Lány
- Leškovice
- Leština u Světlé
- Lípa
- Lipnice nad Sázavou
- Lučice
- Malčín
- Maleč
- Michalovice
- Modlíkov
- Nejepín
- Nová Ves u Chotěboře
- Nová Ves u Leštiny
- Nová Ves u Světlé
- Okrouhlice
- Okrouhlička
- Olešenka
- Olešná
- Ostrov
- Oudoleň
- Ovesná Lhota
- Pavlov
- Podmoklany
- Podmoky
- Pohled
- Pohleď
- Prosíčka
- Příseka
- Radostín
- Rozsochatec
- Rušinov
- Rybníček
- Sázavka
- Sedletín
- Skorkov
- Skryje
- Skuhrov
- Slavětín
- Slavíkov
- Slavníč
- Sloupno
- Služátky
- Sobíňov
- Stříbrné Hory
- Šlapanov
- Tis
- Trpišovice
- Úhořilka
- Vepříkov
- Veselý Žďár
- Věž
- Věžnice
- Vilémovice
- Víska
- Vlkanov
- Vysoká
- Zvěstovice
- Ždírec
- Žižkovo Pole